# Capitania do Rio Grande de São Pedro
A Capitania do Rio Grande de São Pedro foi uma divisão administrativa do Brasil colonial. Foi criada pela coroa portuguesa em 1760, sucedendo a Capitania d'El-Rei, sob a dependência do Rio de Janeiro, na terra recuperada do domínio espanhol e já ocupada de fato por colonizadores portugueses.
Teve a então vila de Rio Grande como sua primeira capital. Com a invasão da vila em 1763 pelos espanhóis, a capital foi transferida para a recém criada vila de Viamão. Dez anos depois sua capital foi transferida para Porto Alegre. Originalmente era subordinada à Capitania do Rio de Janeiro, mas em 1807 foi elevada à condição de Capitania-geral com o nome de Capitania de São Pedro do Rio Grande do Sul, ganhando sua independência administrativa. Antes da autonomia pertencia a Capitania de São Paulo.